# Terremoto de El Salvador de 1965
El terremoto de El Salvador de 1965, fue un terremoto fuerte de 6.5 grados que se registró en El Salvador el 3 de mayo de dicho año.

## Historia
El 3 de mayo de 1965, a las 4:01 de la mañana un sismo de 6.5° Richter sacude a El Salvador, destruyendo casi por completo San Salvador y causa graves daños en Ilopango, Soyapango y Ciudad Delgado.

## Pérdidas
En el área metropolitana de San Salvador deja 15 kilómetros de destrucción, 125 muertos, 500 heridos y 50,000 damnificados, 53 millones de colones en daños, algunos tan graves que urge la demolición de la Penitenciaría Central y de la Fuerza Aérea.
Otras estructuras públicas y privadas como el Centro Judicial "Isidro Menéndez" y la Cárcel de Mujeres, quedan dañadas en forma parcial, pero los dueños de una de ellas ignoran la orden de desalojo. Solo remodelan y pintan al Edificio Rubén Darío, cuyas paredes lucen cruzadas por grandes grietas y fisuras.